# Nordhordlandsbron
Nordhordlandsbron (norska: Nordhordlandsbrua) är en bro i Vestland fylke på Vestlandet i Norge som förbinder Flatøy i Alvers kommun med fastlandet vid Hordvik i Bergens kommun. Bron är en del av Europaväg 39 som förbinder Trondheim med Ålborg i Danmark.
Nordhordlandsbron är en kombinerad snedkabel- och pontonbro. Den färdigställdes 1994 och ökade därmed markant möjligheterna till vägtransporter till och från Bergen. Brons totala längd är 1610 meter varav den flytande delen utgör 1246 meter. Snedkabelbrodelens längd är 346 meter och den segelfria höjden är max 32 meter. Under pontonbrodelen är segelhöjden 5 meter.
Fjorden är ungefär 500 m djup varför konstruktionslösningen med en flytande del är fördelaktig ur både kostnads och miljösynpunkt. Tidvattnets inverkan har man löst med teknologi som erfarits på oljeborrplattformar.

## Bilder

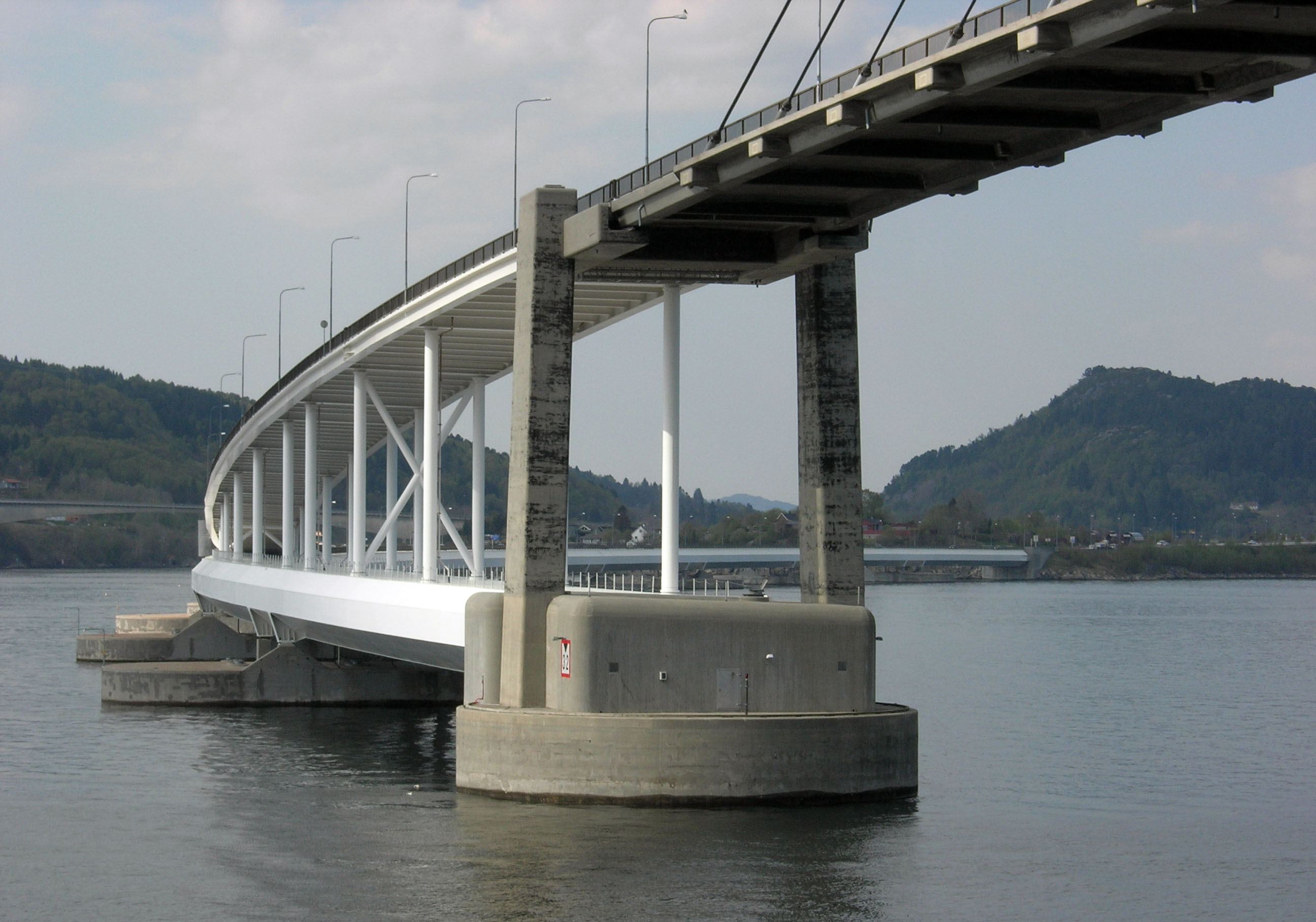
Flytbrodelen.
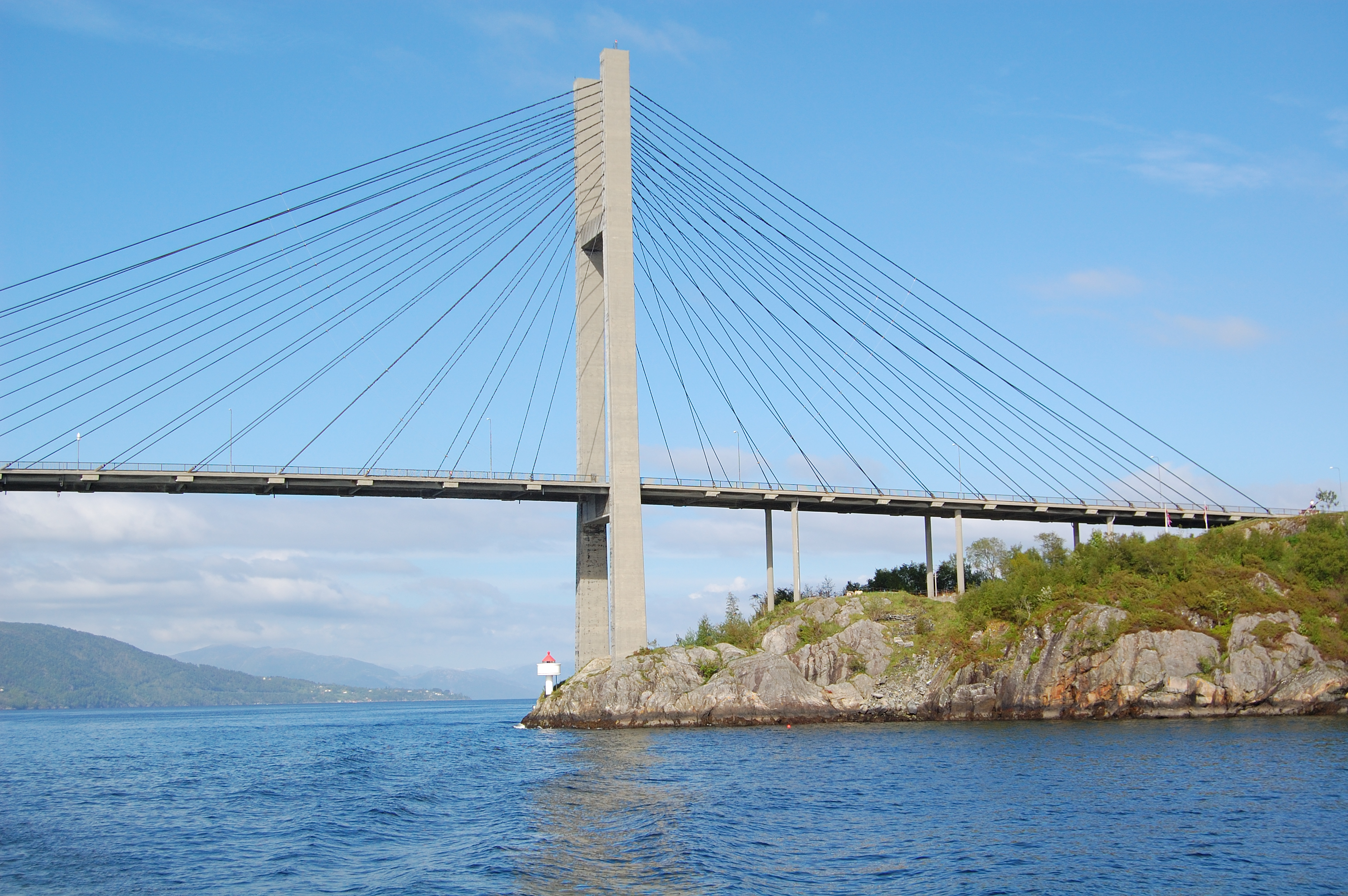
Del av snedkabelbron.